# 1. Lig 2012-2013
La 1. Lig 2012-2013 è la 7ª edizione del campionato di football americano di primo livello, organizzato dalla TBSF.

## Squadre partecipanti
| Club                | Città    | Stadio | Sponsor ufficiale | Risultato nella stagione 2011-2012 |
| ------------------- | -------- | ------ | ----------------- | ---------------------------------- |
| Ankara Cats         | Ankara   |        |                   |                                    |
| Boğaziçi Sultans    | Istanbul |        |                   |                                    |
| Gazi Warriors       | Ankara   |        |                   |                                    |
| Hacettepe Red Deers | Ankara   |        |                   |                                    |
| Isparta Spartans    | Isparta  |        |                   |                                    |
| ITÜ Hornets         | Istanbul |        |                   |                                    |
| ODTÜ Falcons        | Ankara   |        |                   |                                    |
| Sakarya Tatankaları | Sakarya  |        |                   |                                    |

## Stagione regolare

### Incontri disputati
Le partite giocate in casa o in trasferta sono note solo per i Boğaziçi Sultans.
| marzo 2013 | Boğaziçi Sultans | 19 – 13 | ODTÜ Falcons |  |

| marzo 2013 | Boğaziçi Sultans | 27 – 8 | Isparta Spartans |  |

| marzo 2013 | ITÜ Hornets | 30 – 37 | Boğaziçi Sultans |  |

| aprile 2013 | Ankara Cats | 8 – 27 | Boğaziçi Sultans |  |

| aprile 2013 | Gazi Warriors | 13 – 14 | Boğaziçi Sultans |  |

| maggio 2013 | Boğaziçi Sultans | 31 – 24 | Sakarya Tatankaları |  |

| maggio 2013 | Hacettepe Red Deers | 20 – 25 | Boğaziçi Sultans |  |

| 2013 | ODTÜ Falcons | 29 – 3 | Hacettepe Red Deers |  |

| 2013 | ODTÜ Falcons | 22 – 7 | Sakarya Tatankaları |  |

| 2013 | ODTÜ Falcons | 28 – 29 | ITÜ Hornets |  |

| 2013 | ODTÜ Falcons | 28 – 14 | Ankara Cats |  |

| 2013 | ODTÜ Falcons | 34 – 30 | Isparta Spartans |  |

| 2013 | ODTÜ Falcons | 35 – 22 | Gazi Warriors |  |

| 2013 | Gazi Warriors | 17 – 0 | Isparta Spartans |  |

| 2013 | Gazi Warriors | 11 – 20 | Ankara Cats |  |

| 2013 | Gazi Warriors | 14 – 10 | Hacettepe Red Deers |  |

| 2013 | Gazi Warriors | 47 – 21 | Sakarya Tatankaları |  |

| 2013 | Gazi Warriors | 42 – 29 | ITÜ Hornets |  |

| 2013 | ITÜ Hornets | 13 – 0 | Hacettepe Red Deers |  |

| 2013 | ITÜ Hornets | 12 – 6 | Sakarya Tatankaları |  |

| 2013 | ITÜ Hornets | 32 – 40 | Isparta Spartans |  |

| 2013 | ITÜ Hornets | 34 – 28 | Ankara Cats |  |

| 2013 | Ankara Cats | 12 – 0 | Sakarya Tatankaları |  |

| 2013 | Ankara Cats | 16 – 8 | Isparta Spartans |  |

| 2013 | Ankara Cats | 28 – 25 | Hacettepe Red Deers |  |

| 2013 | Hacettepe Red Deers | 40 – 22 | Isparta Spartans |  |

| 2013 | Hacettepe Red Deers | 22 – 25 | Sakarya Tatankaları |  |

| 2013 | Isparta Spartans | 2 – 0 (a tavolino) | Sakarya Tatankaları |  |

### Classifica
Le classifiche della regular season sono le seguenti:
- PCT = percentuale di vittorie, G = partite giocate, V = partite vinte,  P = partite perse, PF = punti fatti, PS = punti subiti

| Pos. | Squadra             | PCT   | G | V | N | P | PF  | PS  |
| ---- | ------------------- | ----- | - | - | - | - | --- | --- |
| 1    | Boğaziçi Sultans    | 1.000 | 7 | 7 | 0 | 0 | 182 | 117 |
| 2    | ODTÜ Falcons        | .714  | 7 | 5 | 0 | 2 | 189 | 124 |
| 3    | Gazi Warriors       | .571  | 7 | 4 | 0 | 3 | 166 | 129 |
| 4    | ITÜ Hornets         | .571  | 7 | 4 | 0 | 3 | 179 | 181 |
| 5    | Ankara Cats         | .571  | 7 | 4 | 0 | 3 | 126 | 135 |
| 6    | Hacettepe Red Deers | .286  | 7 | 2 | 0 | 5 | 143 | 137 |
| 7    | Isparta Spartans    | .286  | 7 | 2 | 0 | 5 | 110 | 156 |
| 8    | Sakarya Tatankaları | .000  | 7 | 0 | 0 | 7 | 64  | 148 |

## VIII Final
| giugno 2013 | Boğaziçi Sultans | 39 – 23 | ODTÜ Falcons |  |

## Verdetti
- Boğaziçi Sultans Campioni della Turchia 2012-2013